# Sosthene Taroum Moguenara
Sosthene Taroum Moguenara (Sarh, Chad, 17 de octubre de 1989) es una deportista alemana que compite en atletismo, especialista en la prueba de salto de longitud.
Ganó una medalla de bronce en el Campeonato Mundial de Atletismo en Pista Cubierta de 2018 y una medalla de plata en el Campeonato Europeo de Atletismo en Pista Cubierta de 2015.

## Palmarés internacional
| Campeonato Mundial en Pista Cubierta | Campeonato Mundial en Pista Cubierta | Campeonato Mundial en Pista Cubierta | Campeonato Mundial en Pista Cubierta |
| Año                                  | Lugar                                | Medalla                              | Prueba                               |
| ------------------------------------ | ------------------------------------ | ------------------------------------ | ------------------------------------ |
| 2018                                 | Birmingham (Reino Unido)             | Medalla de bronce                    | Salto de longitud                    |
| Campeonato Europeo en Pista Cubierta |                                      |                                      |                                      |
| Año                                  | Lugar                                | Medalla                              | Prueba                               |
| 2015                                 | Praga (República Checa)              | Medalla de plata                     | Salto de longitud                    |